# 6391 Africano
6391 Africano (1990 BN2) là một tiểu hành tinh vành đai chính được phát hiện ngày 21 tháng 1 năm 1990, bởi E. F. Helin ở Đài thiên văn Palomar.